# Afrophlaeoba longicornis
Afrophlaeoba longicornis is een rechtvleugelig insect uit de familie veldsprinkhanen (Acrididae). De wetenschappelijke naam van deze soort is voor het eerst geldig gepubliceerd in 1983 door Jago.
1. ↑  (en) Afrophlaeoba longicornis op de IUCN Red List of Threatened Species.